# تشکاند
تشکاند (به مجاری:  Teskánd) یک منطقهٔ مسکونی در مجارستان است که در زالا واقع شده‌است. تشکاند ۱٬۱۲۵ نفر جمعیت دارد.